# تيليوصوريات
التيليوصوريات (Teleosauridae) كانت أشباه تمساحيات بحرية تشبه الجافيال الحديث عاشت من الجوراسي المبكر إلى الطباشيري المبكر، كانت لديها خطم طويل مما يدل على أنها كانت آكلة للأسماك، وكانت أقرب الأقرباء للـ Metriorhynchidae تماسيح الحقبة الوسطى التي عادت إلى البحر وطورت أطراف شبيهة بالمجداف وذيل شبيه بذيل أسماك القرش.